# NGC 6029
NGC 6029 é uma galáxia localizada na direcção da constelação de Serpens. Possui uma declinação de +12° 34' 29" e uma ascensão recta de 16 horas, 01 minutos e 58,8 segundos.
A galáxia NGC 6029 foi descoberta em 2 de Junho de 1864 por Albert Marth.